# Monatik
Monatik, właściwie Dmytro Serhijowicz Monatyk (ukr. Дмитро́ Сергі́йович Мона́тик; ur. 1 kwietnia 1986 roku w Łucku) – ukraiński piosenkarz, kompozytor i tancerz.

## Życiorys

### Wczesne lata
Ukończył naukę na Międzyregionalnej Akademii Zarządzania Personelem w Kijowie.

### Kariera
W latach 2000–2006 był członkiem breakdance’owej formacji DBS Crew. W 2008 roku wziął udział w przesłuchaniach do drugiego sezonu programu Fabrika zirok, będącego ukraińską wersją formatu Star Academy, ale nie dostał się do stawki finałowej. W tym samym roku zaczął tańczyć w zespole koncertowym aktorki i piosenkarki Natalii Mohyłewskiej, a także założył własny zespół Monatique. W 2009 roku przeszedł eliminacje do grupy tanecznej D’arts, w której tańczył przez kolejne kilka lat. Jesienią 2010 roku wziął udział w przesłuchaniach do pierwszej edycji ukraińskiej wersji formatu X Factor. W tym samym roku uczestniczył w castingach do trzeciego sezonu programu Tancujujut wsi!, będącego ukraińską wersją formatu So You Think You Can Dance.
W 2011 roku wydał swój debiutancki singiel „TajUletaju”, a także wystąpił gościnnie w teledyskach do piosenek innych wykonawców, takich jak np. Potap i Nastia („Wykrutasy”), Infiniti („Nu i pust”) czy INKA („Pump It”). W 2012 roku zadebiutował jako kompozytor, tworząc utwór „40 gradusow” dla Switłany Łobody, z którą współpracował też nad programem Alo, Direktor!, emitowanym na kanale TET. 
W 2013 roku wydał debiutancki album studyjny, zatytułowany Saundtrek segodniaszniEGO dnia. W 2014 roku stworzył muzykę do filmu Spasenie. W 2016 roku wydał drugi album studyjny, zatytułowany Zwuczit. W tym samym roku zasiadł w komisji jurorskiej trzeciego sezonu programu Hołos. Dieti. W maju 2017 roku wystąpił jako jeden z gości specjalnych podczas 62. Konkursu Piosenki Eurowizji w Kijowie. Od 27 sierpnia zasiadał w komisji jurorskiej programu 1+1 Tanci z zirkamy. Jesienią powrócił na fotel trenera w czwartym sezonie programu Hołos. Diti.

## Dyskografia

### Albumy studyjne
- Saundtrek segodniaszniEGO dnia (2013)
- Zwuczit (2016)
- Love it ritm (2019)[6]